# Aonyōbō
Aonyōbō (jap. 青女房 "Niebieska/Zielona Żona") – w Japonii młoda kobieta o niewysokim statusie społecznym służąca w rodzinie szlacheckiej. W sztuce nō zatytułowanej Aoi no Ue (jap. 葵上) występuje jako służąca głównej bohaterki Rokujō no Miya Sundokoro.